# Barka (Oman)
Pour les articles homonymes, voir Barka.
Barka est une ville d'Oman, située dans la région Al Batinah, au nord du pays.